# Sture Ericsson
Sture Henrik Ericsson (Örebro, 15 gennaio 1898 – Helsingborg, 30 settembre 1945) è stato un ginnasta svedese.

## Palmarès

### Olimpiadi
- 1 medaglia:
  - 1 oro (Anversa 1920 nel concorso svedese a squadre)